# Alaptus oh
Alaptus oh is een vliesvleugelig insect uit de familie Mymaridae. De wetenschappelijke naam is voor het eerst geldig gepubliceerd in 1930 door Girault.